# 花林寺镇
花林寺镇，是中华人民共和国湖北省宜昌市远安县下辖的一个乡镇级行政单位。

## 行政区划
花林寺镇下辖以下地区：
花林社区、石头店社区、花林寺村、桃李村、木瓜铺村、卫家岗村、慈化村、雷电村、三孔村、龙凤村、凤阳村、太平村、罗家垸村、魏家冲村、宝华村、横岩坪村和高楼村。